# 马蔚华
马蔚华（1949年6月—），辽宁锦州人，高级经济师，自1999年3月至2013年5月担任招商银行董事、行长，兼任吉林大学董事会董事、中国金融学会常务理事、中国企业家协会副会长。

## 生平
1982年毕业于吉林大学经济系，1986年获得吉林大学经济学硕士，1999年获西南财经大学经济学博士，并获得美国南加州大学荣誉博士。
1988年至1998年，在中国人民银行工作。

## 荣誉
- 2009年CCTV中国经济年度人物颁奖盛典：“中国经济十年商业领袖”[1]。